# Марті Фрідман
Марті Фрідман (англ. Martin Adam Friedman; *8 грудня 1962 у Вашингтоні) — американський гітарист, віртуоз.
У 1980-х роках виступав в групах Hawaii i Cacophony. Переломом в його кар'єрі виявилося співробітництво з Megadeth і Дейвом Мастейном, що розпочалося в 1990 році. Спільно створили один з найкращих гітарних дуетів в історії треш металу. Фрідман покинув Megadeth в 1999. Фрідман видає також свої сольні платівки. Його творчість впізнавана мелодійними, швидкими, ускладненими і незвичайно ритмічними партіями сольної гітари. З 2003 року Марті Фрідман мешкає в Шінюку, Токіо, Японія. Також він веде свої шоу на японському телебаченні: Rock Fujiyama та Jukebox English. Марті користується гітарами PRS. Протягом своєї кер'єри він користувався також гітарами Jackson, Ibanez, Fender та Gibson.